# Assim Falou Zaratustra
Assim falou Zaratustra: um livro para todos e para ninguém (em alemão:  Also sprach Zarathustra: Ein Buch für Alle und Keinen) é um livro escrito entre 1883 e 1885 pelo filósofo alemão Friedrich Nietzsche, que influenciou significativamente o mundo moderno. O livro foi escrito originalmente como três volumes separados em um período de vários anos. Depois, Nietzsche decidiu escrever outros três volumes, mas apenas conseguiu terminar um, elevando o número total de volumes para quatro. Após a morte de Nietzsche, ele foi impresso em um único volume.
O livro narra as andanças e ensinamentos de um filósofo, que se autonomeou Zaratustra após a fundação do Zoroastrismo na antiga Pérsia. Para explorar muitas das ideias de Nietzsche, o livro usa uma forma poética e fictícia, frequentemente satirizando o Velho e o Novo Testamento
O centro de Zaratustra é a noção de que os seres humanos são uma forma transicional entre macacos e o que Nietzsche chamou de Übermensch, literalmente "além-do-homem", normalmente traduzido como "super-homem".
Amplamente baseado em episódios, as histórias em Zaratustra podem ser lidas em qualquer ordem. Zaratustra contém a famosa frase "Deus está morto" (em alemão: Gott ist tot), embora essa também tenha aparecido anteriormente no livro A Gaia Ciência, de Nietszche, e, antes ainda, em diversas obras de Georg Hegel.
Os dois volumes finais não terminados do livro foram planejados para retratar o trabalho missionário de Zaratustra e sua morte.

## Origem do livro
O livro começa com Zarathustra, um profeta Persa, descendo de sua caverna após dez anos de solidão. Cheio de sabedoria e amor, o homem chega na cidade de Motley Cow com o propósito de ensinar à humanidade sobre o super-homem. Ele anuncia que o super-homem há de ser a razão da terra, alguém que é livre de todos os preconceitos e morais humanas, tendo então seus próprios valores e propósito. As pessoas, em geral, têm dificuldade de entender Zarathustra, e se mostram desinteressadas no super-homem. No final de seu primeiro dia junto às pessoas, Zarathustra está decepcionado com sua incapacidade de mover esta multidão de pessoas. Ele resolve, então, não tentar converter as multidões, mas sim falar com os indivíduos que estão interessados em se separar dos outros.
As primeiras três partes — de totais quatro partes do volume — reúnem lições e sermões individuais fornecidos por Zarathustra. Majoritariamente, estas partes abrangem os temas mais genéricos da filosofia madura de Nietzsche, todavia de maneira simbólica e obscura. Ele valoriza empenho e sofrimento, pois o caminho para se tornar um super-homem é difícil e exige grandes sacrifícios. A dificuldade com respeito a se tornar o super-homem é muitas vezes simbolicamente representado como subir uma montanha, e o espírito livre e alegre do super-homem é representado por danças e risadas.
Na quarta parte, Zarathustra reúne em sua caverna homens que se aproximam, mas não precisamente alcançaram a posição do super-homem. Ali, eles aproveitam um banquete e músicas múltiplas. O livro termina com Zarathustra alegremente abraçando a recorrência eterna, junto ao pensamento de que “toda alegria quer profunda, profunda eternidade”. No livro "Assim falou Zarathustra”, os três maiores ensinamentos e conceitos da filosofia de Nietzsche são: 1) Vontade de Potência 2) Recorrência Eterna e 3) o Übermensch.

## Tópicos centrais
Do ponto de vista de Zoroastro, todas as pessoas eram iguais perante Deus. Com a morte de Deus, no entanto, todas as pessoas são apenas iguais na frente da “turba”. É por isso que a morte de Deus é uma chance para o super-homem.
Zaratustra ama sua função de ligação com o super-homem nos humanos, ele ama sua “queda” neles: “O homem é algo que deseja ser superado”. A marca do “homem superior” é sua autoconquista. Este esforço, que é cultivo e educação ao mesmo tempo, é um esforço criativo que não ocorre no mercado, onde a multidão só faz o que é para ganho pessoal em troca de bens. Em vez disso, o homem superior é ativo criativamente e com o objetivo de completar as coisas. Ele reavalia o que as pessoas no mercado são indiferentes e o que parece inútil, é por isso que ele fica sozinho contra a multidão. Ele é um inovador e, portanto, um aniquilador.
Como defensor da vida, suas formas de expressão preferidas são a leveza da dança e o riso. "… Toda luxúria quer a eternidade". A forma mais elevada de afirmação da vida é simbolizada no "Anel da Segunda Vinda". Mesmo que o mundo não busque um fim divino, o super-homem encontra sua autoconfirmação em seu ato criativo de autoperfeição, que lhe permite afirmar o " eterno retorno do mesmo", de que sua vida é como é, mesmo que fosse para sempre, iria se repetir.
Seu impulso original na “reavaliação de todos os valores”, para se empenhar por coisas superiores e ser um criador, é sua “vontade de poder”. Por causa deste princípio da criação, o mundo escapa de sua futilidade mesmo sem Deus e encontra um novo significado.
Nietzsche formula — ao se distanciar da obra de Schopenhauer "O mundo como vontade e ideia", com sua interpretação pessimista da vontade como uma força universalmente irracional — a ideia da "vontade de poder" como um "dionisíaco" afirmador da vida energia criativa que controla o mundo emocional. Segundo Nietzsche, o “devir” criativo, ao contrário da “concepção cristã do mundo”, não leva a uma redenção escatológica do mundo, mas, ao contrário, realiza um “eterno retorno do mesmo” como um jogo de si sempre repetido-renovação.
As novas virtudes do "super-homem" são acima de tudo:
- a criação, a ação. O super-homem é uma pessoa criativa. No entanto, a aniquilação sempre faz parte da criação;
- Amor-próprio que evita servidão e melancolia;
- Amor pela vida e confiança em suas próprias habilidades;
- a vontade (masculina) do super-homem, que é sua única medida de ação;
- Coragem, tenacidade e atitude intransigente para alcançar os objetivos de cada um.

### Origem do existencialismo presente no livro
O termo existencialismo foi cunhado pelo filósofo católico francês Gabriel Marcel em meados da década de 1940, e foi definido como uma forma de investigação filosófica que explora o problema da existência humana utilizando de questões relacionadas ao significado, propósito, e valor da existência humana. O existencialismo relata que a vida real dos indivíduos é o que constitui o que poderia ser chamado de sua "essência verdadeira", ao contrário de uma essência atribuída pelos outros. O ser humano, por meio de sua própria consciência, cria seus próprios valores e determina um sentido para sua vida com autenticidade, uma das maiores virtudes do existencialismo, esse mesmo influenciou muitas disciplinas fora da filosofia, incluindo teologia, drama, arte, literatura e psicologia.
O existencialismo de Nietzsche se concentrou na experiência humana subjetiva ao invés das verdades objetivas, ele acreditava que as verdades objetivas da Matemática ou Ciência eram muito distantes ou observacionais para realmente chegar à experiência humana. O indivíduo idealizado de Nietzsche inventa seus próprios valores e cria os próprios termos sob os quais eles se destacam.

### Crítica à Religião
Nietzsche considerava religiões como o Cristianismo e o Budismo como inimigas para uma cultura saudável, e pelo fato de que “Assim Falou Zaratustra” se baseia em um ceticismo, o livro pode ser considerado como uma polêmica contra a influência destas religiões. Um exemplo é quando Zaratustra diz que "a alma é apenas uma palavra para algo sobre o corpo". Em contradição, Nietzsche descartou o Cristianismo e o Budismo como pessimistas e niilistas. Além disso, as respostas que Nietzsche reuniu às perguntas que fazia, não apenas de modo geral, mas também em Zaratustra, colocavam-no "muito próximo de algumas doutrinas básicas encontradas no budismo".

## Zoroastrismo e Zaratustra
Zaratustra é duramente crítico de todos os tipos de movimentos de massa e da "ralé" em geral. O Cristianismo é baseado no ódio pelo corpo e pela terra, e é uma tentativa de negá-los tanto pela crença no espírito, quanto na vida após a morte. O nacionalismo e a política de massa também são meios pelos quais corpos cansados, fracos ou doentes tentam escapar de si mesmos. Aqueles que são fortes o suficiente, sugere Zaratustra, lutam. Aqueles que não são fortes, desistem e se voltam para a religião, o nacionalismo, a democracia ou algum outro meio de fuga.
O ponto culminante da pregação de Zaratustra é a doutrina da recorrência eterna, que afirma que todos os eventos se repetirão continuamente para sempre. Só o super-homem pode abraçar essa doutrina, pois só o super-homem tem a força de vontade para assumir a responsabilidade por cada momento de sua vida e não desejar mais do que cada momento se repita. Zaratustra tem dificuldade em enfrentar a recorrência eterna, pois não pode suportar a ideia de que a mediocridade da ralé se repetirá por toda a eternidade sem melhora.

## Niilismo
O Niilismo é uma concepção filosófica apoiada pelo ceticismo com uma extensão para o existencialismo. Do latim, o termo “nihil” significa “nada”. Baseada na ideia de não haver nada ou nenhuma certeza que possa servir como base do conhecimento. Ou seja, nada existe de fato com a compreensão de que a vida não possui nenhum sentido ou finalidade, sem “verdades absolutas” que alicercem a moral, os hábitos ou as tradições

### O Niilismo de Nietzsche
Nietzsche, propõe a ausência de sentido atrelado ao conceito de “Super-Homem”. Eles surgem a partir da “Morte de Deus” e da libertação do sujeito à moral de rebanho e rompe com a tradição e com a moral cristã.
Segundo o filósofo, há dois tipos de Niilismo: Niilismo passivo e Niilismo ativo.
O niilismo passivo já representa uma evolução humana, pois o niilismo ativo, ao qual o próprio Nietzsche se identifica, além da destruição da moral de rebanho, há a transvaloração dos valores, surge o super-homem (além-do-homem), que tem sua vida dedicada ao eterno retorno.

Muitos relacionam fortemente Nietzsche ao niilismo, porém ele mesmo já questionou a contradição em tal filosofia: enquanto um niilista se põe na posição de viver com o fato de que nada importa, ele ainda segue se importando com o valor de se contentar com tal ideologia. Consequentemente, o niilista não consegue se importar com absolutamente nada, pois necessita dar importância a alguma coisa sequer. Nietzsche nunca comunicou que achava que valesse a pena a “ausência de significado” na vida. Para o filósofo, o que torna a humanidade especial não é o que acreditamos e valorizamos, mas a nossa habilidade de poder dar valor às coisas em primeiro lugar.
“O Niilismo não é somente um conjunto de considerações sobre o tema 'Tudo é vão', não é somente a crença de que tudo merece morrer, mas consiste em colocar a mão na massa, em destruir. (…) É o estado dos espíritos fortes e das vontades fortes do qual não é possível atribuir um juízo negativo: a negação ativa corresponde mais à sua natureza profunda” (Nietzsche, Vontade de Potência).

### Vontade de potência
Nietzsche defina que a vontade constituinte é uma tensão invisível, cega, consistente e irracional, qual se manifesta nos desejos e vontade de vida de todos os homens. De acordo com o filósofo, essa vontade é a fonte de muita miséria, de vez que é completamente insaciável. Para reduzir o próprio sofrimento, é necessário encontrar maneiras de acalmar tal vontade — uma das funções da arte.
O que Nietzsche denomina a “vontade de Potência" seria o resultado da criação de homens novos que se desconectam de normas, crenças, dogmas, tradições, e regerão suas vidas. De tal modo, o poder e os valores, fruto das instituições (religiosas, sociais e políticas) tornam-se inexistentes. Surge assim, um homem livre e não corrompido por qualquer tipo de crença, o qual realiza suas próprias escolhas.
Na psicologia, a vontade de poder representa a necessidade de se ter poder sob os outros, desejo de dominação, aspecto natural do comportamento humano. As pessoas não familiarizadas com o seu trabalho podem ser inclinadas a interpretar a ideia da vontade de poder grosseiramente mas não está se referindo apenas ou mesmo principalmente nas motivações por trás de pessoas como Hitler (que admirava o trabalho do filósofo). Tal figura procura poder militar e político, além de usar seu poder para o mal. Nietzsche sempre aplicou sua teoria muito sutilmente, e categorizou as maneiras de expressar o poder. Ele acredita que a vontade de poder não é nem boa nem má, é uma unidade básica encontrada em todos, expressa em muitas formas diferentes. O filósofo e o cientista dirigem sua vontade de poder em sua vontade de saber a verdade, os artistas canalizam a vontade de poder em vontade de criar e os empresários se satisfazem tornando-se ricos.
Quando o “Super-Homem” determinado por Nietzsche adquire esse poder, ocorrerá a transvaloração de todos os valores e poderá "viver a vida como obra de arte". A vontade de poder descrita por Nietzsche é a principal força nos seres humanos — realização, ambição e esforço para alcançar a posição mais alta possível na vida. Tal conceito de Nietzsche apareceu primeiramente no seu texto “Recorrência Eterna” ou “Eterno Retorno” (1881).

### Übermensch
As traduções de Ubermensch mais vistas sempre foram “Beyond-Man”, “Super-human”, “Over-man”, “Uber-man”, “Superman”, e consequentemente tornando-se “Super-Homem” na língua portuguesa. O Super-homem é a versão máxima do homem.
Ele consegue superar o niilismo, criando seus próprios valores e focando na vida, não o que pode acontecer após. Ele acredita em si mesmo como um criador autônomo e depende de ninguém. Supera quaisquer miséria e dificuldade, não teme viver perigosamente, consegue governar a si mesmo- que de acordo com Nietzsche, é um dos maiores desafios da humanidade. Conseguir ter poder sob si mesmo, ao invés de buscar sob os outros. Felicidade é sentir o crescimento de tal poder, que uma oposição fora superada. Consequentemente, o Übermensch será o homem mais feliz do mundo.
No século XX, os nazistas se apropriaram do termo, buscando como justificativa as opressões feitas pelo movimento. Nietzsche sempre desaprova do antissemitismo, então fora um grande mal-entendido.

### Recorrência eterna
Basicamente, é o conceito de que toda existência e vida é um ciclo infinito que será repetido e já fora repetido inúmeras vezes. Por mais chato e desconfortável que esta experiência pareça, reviver tudo de bom e ruim na sua vida infinitamente, é uma chance de vivê-la da melhor maneira possível. É uma possibilidade de reconhecer que o presente já ocorreu no passado, portanto seu instinto natural de como agir no momento já fora uma atitude passada, que há de ser melhorada, consequentemente o ser pode agir de maneira diferente em suas inúmeras existências repetidas. Cada ação na vida tem um significado profundo e é necessário tomar decisões com profundidade, de maneira que você irá viver as mesmas coisas pela eternidade. Para viver desta maneira, cada pessoa deve desenvolver o “Amor Fati”, posição na qual o ser ama tudo, até as condições mais desagradáveis e indesejáveis da vida.

## Na música
- Na música Aniversário de sobriedade de Black Alien se faz uma referência à obra.